# Campeonato colombiano 1961
El Campeonato colombiano 1961 fue el decimocuarto (14°.) torneo de la Categoría Primera A de fútbol profesional colombiano en la historia. 

## Desarrollo
En esta temporada participaron 12 equipos, destacándose la ausencia del Unión Magdalena. Además, apareció en el profesionalismo el Once Caldas, que surgió como fusión de los desafiliados Deportes Caldas y Once Deportivo.
En el campeonato se jugaron cuatro vueltas (dos de local, dos de visitante) sumando 44 fechas. El campeón de esta edición fue Millonarios, ganando su sexta estrella. El subcampeón fue Independiente Medellín. El goleador fue Alberto Perazzo de Santa Fe con 31 goles seguido de Juan Vairo de Medellín.

## Datos de los clubes
| Equipo                 | Departamento       | Ciudad      |
| ---------------------- | ------------------ | ----------- |
| América de Cali        | Valle del Cauca    | Cali        |
| Atlético Bucaramanga   | Santander          | Bucaramanga |
| Atlético Nacional      | Antioquia          | Medellín    |
| Cúcuta Deportivo       | Norte de Santander | Cúcuta      |
| Deportes Quindío       | Caldas             | Armenia     |
| Deportes Tolima        | Tolima             | Ibagué      |
| Deportivo Cali         | Valle del Cauca    | Cali        |
| Deportivo Pereira      | Caldas             | Pereira     |
| Independiente Medellín | Antioquia          | Medellín    |
| Millonarios            | Bogotá, D. C.      | Bogotá      |
| Once Caldas            | Caldas             | Manizales   |
| Independiente Santa Fe | Bogotá, D. C.      | Bogotá      |

## Clasificación
| Pos. | Equipo                 | Pts. | PJ | G  | E  | P  | GF | GC | Dif. | Clasificación                 |
| ---- | ---------------------- | ---- | -- | -- | -- | -- | -- | -- | ---- | ----------------------------- |
| 1    | Millonarios            | 62   | 44 | 25 | 12 | 7  | 95 | 56 | +39  | Copa de Campeones de América. |
| 2    | Independiente Medellín | 54   | 44 | 21 | 12 | 11 | 72 | 54 | +18  |                               |
| 3    | Santa Fe               | 50   | 44 | 21 | 8  | 15 | 99 | 73 | +26  |                               |
| 4    | Cúcuta Deportivo       | 47   | 44 | 16 | 15 | 13 | 71 | 66 | +5   |                               |
| 5    | Deportivo Cali         | 46   | 44 | 17 | 12 | 15 | 75 | 65 | +10  |                               |
| 6    | Atlético Bucaramanga   | 44   | 44 | 16 | 12 | 16 | 61 | 61 | 0    |                               |
| 7    | Once Caldas            | 43   | 44 | 15 | 13 | 16 | 64 | 58 | +6   |                               |
| 8    | América de Cali        | 40   | 44 | 15 | 10 | 19 | 65 | 74 | −9   |                               |
| 9    | Deportivo Pereira      | 40   | 44 | 15 | 10 | 19 | 68 | 82 | −14  |                               |
| 10   | Deportes Quindío       | 37   | 44 | 12 | 13 | 19 | 54 | 91 | −37  |                               |
| 11   | Atlético Nacional      | 35   | 44 | 13 | 9  | 22 | 69 | 90 | −21  |                               |
| 12   | Deportes Tolima        | 30   | 44 | 9  | 12 | 23 | 53 | 76 | −23  |                               |

 Fuente: Rsssf